# ألان شامبرز (عالم عقيدة)
ألان شامبرز (بالإنجليزية: Alan Chambers)‏ هو عالم عقيدة أمريكي، ولد في 21 فبراير 1972 في أورلاندو في الولايات المتحدة.

## وصلات خارجية
- الموقع الرسمي